# Tribalinae
Tribalinae (лат.) — подсемейство жуков из семейства карапузиков.

## Описание
Верхняя губа (лабрум) с щетинковидными порами. Передние голени с тонкими шипиками. Переднеспинка и надкрылья с продольными рёбрышками.

## Систематика
- подсемейство: Tribalinae

- род: Caerosternus
- род: Epierus
- род: Idolia
- род: Parepierus
- род: Plagiogramma
- род: Pseudepierus
- род: Scaphidister
- род: Sphaericosoma
- род: Stictostix
- род: Tribalasia
- род: Tribalus